# Риис, Анни
Анни Риис (норв. Annie Riis, 29 октября 1927 — 26 февраля 2020) — норвежская поэтесса и писательница. Награждена Премией Браги (2001) и Поэтической премией им. Германа Вилдэнви (2002).

## Биография
Анни Риис родилась 29 октября 1927 года в Осло. Училась в Университете Осло на филолога, но после замужества в основном занималась домашним хозяйством и детьми, периодически подрабатывая переводами. Творческий дебют состоялся лишь в 1975 году, в возрасте 48 лет, когда вышел её поэтический сборник «Satura». Сборник был замечен критиками и читателями, за первым последовали новые сборники. Автор нескольких прозаических произведений, в том числе для детей. Скончалась 26 февраля 2020 года.

## Сборники стихотворений
- Satura (Сатура, 1975)
- Mellom høye trær (Меж высоких деревьев, 1979)
- Himlen er de andre (Небеса другим, 1982)
- Runder (Круги, 1986)
- Satirens tid (Время для сатиры, 1994)
- Men den som reiser (Но кто путешествует, 1996)
- Ravlys (Янтарь, 1998)
- Himmel av stål (Стальное небо, 2001) — Премия Браги
- En som het En (Одного звали Одним, 2012)